# Glenea pseudomelissa
Glenea pseudomelissa là một loài bọ cánh cứng trong họ Cerambycidae.